# Henk Groot
Henk Groot (født 22. maj 1938 i Zaandijk, Holland, død 11. maj 2022) var en hollandsk fodboldspiller, der spillede som angriber. Han repræsenterede på klubplan AFC Ajax og Feyenoord i hjemlandet, som han begge vandt både det hollandske mesterskab og pokalturneringen med. To gange, i 1960 og 1961 blev han topscorer i den hollandske liga.

## Landshold
Groot spillede i årene mellem 1960 og 1969 39 kampe for Hollands landshold, hvori han scorede tolv mål.

## Titler
Æresdivisionen
- 1960, 1966, 1967 og 1968 med AFC Ajax
- 1965 med Feyenoord

KNVB Cup
- 1961 og 1967 med AFC Ajax
- 1965 med Feyenoord